# Groupe spinoriel
En mathématiques, le groupe spinoriel de degré {\displaystyle n}, noté {\displaystyle \operatorname {Spin} (n)}, est un revêtement double particulier du groupe spécial orthogonal réel {\displaystyle \operatorname {SO} (n,\mathbb {R} )}. C’est-à-dire qu’il existe une suite exacte de groupes de Lie
On peut aussi définir les groupes spinoriels d'une forme quadratique non dégénérée sur un corps commutatif.

## Groupes spinoriels réels

### Groupes spinoriels compacts
Pour {\displaystyle n>2}, {\displaystyle \operatorname {Spin} (n)} est simplement connexe et coïncide avec le revêtement universel de {\displaystyle \operatorname {SO} (n,\mathbb {R} )}. En tant que groupe de Lie, {\displaystyle \operatorname {Spin} (n)} partage sa dimension {\displaystyle {\frac {n(n-1)}{2}}} et son algèbre de Lie avec le groupe spécial orthogonal.
{\displaystyle \operatorname {Spin} (n)} peut être construit comme un sous-groupe des éléments inversibles de l’algèbre de Clifford {\displaystyle \operatorname {Cl} (n)}.

## Groupes spinoriels des formes quadratiques

### Définition
Dans cette partie, nous supposons que {\displaystyle V} est de dimension finie et sa forme bilinéaire non-singulière. (Si {\displaystyle K} est de caractéristique {\displaystyle 2}, ceci implique que la dimension de {\displaystyle V} est paire).
Le groupe de Pin (en) {\displaystyle \operatorname {Pin_{V}} (K)} est le sous-groupe du groupe de Clifford {\displaystyle \Gamma } d'éléments de norme de spin {\displaystyle 1}, et de manière similaire le groupe de Spin {\displaystyle \operatorname {Spin_{V}} (K)} est le sous-groupe d'éléments d'invariant de Dickson {\displaystyle 0} dans {\displaystyle \operatorname {Pin_{V}} (K)}. Lorsque la caractéristique n'est pas {\displaystyle 2}, ceux-ci sont les éléments de déterminant {\displaystyle 1}. Le groupe de Spin possède généralement un index {\displaystyle 2} dans le groupe de Pin.
Rappelons, à partir de la partie précédente, qu'il existe un homomorphisme à partir du groupe de Clifford sur le groupe orthogonal. Nous définissons le groupe spécial orthogonal comme étant l'image de {\displaystyle \Gamma ^{0}}. Si {\displaystyle K} n'est pas de caractéristique {\displaystyle 2}, ceci est simplement le groupe d'éléments du groupe orthogonal de déterminant {\displaystyle 1}. Si {\displaystyle K} est de caractéristique {\displaystyle 2}, alors tous les éléments du groupe orthogonal sont de déterminant {\displaystyle 1}, et le groupe spécial orthogonal est l'ensemble d'éléments d'invariant de Dickson {\displaystyle 0}.
Il existe un homomorphisme à partir du groupe de Pin vers le groupe orthogonal. L'image est constituée des éléments de norme de spin {\displaystyle 1\in K^{*}/(K^{*})^{2}}.
Le noyau est constitué des éléments {\displaystyle +1} et {\displaystyle -1}, et est d'ordre {\displaystyle 2}
à moins que {\displaystyle K} soit de caractéristique {\displaystyle 2}. De manière similaire, il existe un homomorphisme à partir du groupe de Spin vers le groupe spécial orthogonal de {\displaystyle V}.
Dans le cas courant, lorsque {\displaystyle V} est un espace défini positif ou négatif sur les réels, le groupe de spin s'applique sur le groupe spécial orthogonal, et est simplement connexe lorsque {\displaystyle V} est de dimension au moins égale à {\displaystyle 3}.
Attention : Ceci n'est pas vrai en général : si {\displaystyle V} est {\displaystyle \mathbb {R} ^{p,q}} pour {\displaystyle p} et {\displaystyle q} tous deux au moins égal à {\displaystyle 2}, alors le groupe de spin n'est pas simplement connexe et ne s'applique pas sur le groupe spécial orthogonal.
Dans ce cas, le groupe algébrique {\displaystyle \operatorname {Spin_{p,q}} } est simplement connexe comme un groupe algébrique, quoique son groupe de points à valeurs réelles {\displaystyle \operatorname {Spin_{p,q}} (\mathbb {R} )} n'est pas simplement connexe.

### Représentations spinorielles
Supposons que {\displaystyle p+q=2n} est pair. Alors l'algèbre de Clifford {\displaystyle \operatorname {Cl_{p,q}} (\mathbb {C} )} est une algèbre de matrices, et donc possède une représentation complexe de dimension {\displaystyle 2^{n}}. En restreignant au groupe {\displaystyle \operatorname {Pin_{p,q}} (\mathbb {R} )} nous obtenons une représentation complexe du groupe Pin de même dimension, appelé la représentation de spin. Si nous restreignons ceci au groupe de spin {\displaystyle \operatorname {Spin_{p,q}} (\mathbb {R} )} alors il se sépare en une somme de deux représentations de demi-spin (ou représentations de Weyl) de dimension {\displaystyle 2^{n-1}}.
Si {\displaystyle p+q=2n+1} est impair alors l'algèbre de Clifford {\displaystyle \operatorname {Cl_{p,q}} (\mathbb {C} )} est une somme de deux algèbres de matrices, chacune d'elles possède une représentation de dimension {\displaystyle 2^{n}}, et celles-ci sont aussi toutes deux des représentations du groupe de Pin {\displaystyle \operatorname {Pin_{p,q}} (\mathbb {R} )}. Sur la restriction au groupe de spin {\displaystyle \operatorname {Spin_{p,q}} (\mathbb {R} )}, celles-ci deviennent isomorphes, donc le groupe de spin possède une représentation de spin complexe de dimension {\displaystyle 2^{n}}.
Plus généralement, les groupes de spin et les groupes de pin sur tout corps ont des représentations similaires dont la structure exacte dépend de la structure des algèbres de Clifford correspondantes : toutes les fois qu'une algèbre de Clifford possède un facteur qui est une algèbre de matrice sur certaines algèbre de division, nous obtenons une représentation correspondante des groupes de spin et de pin sur cette algèbre de division.

### Généralisation
Il est parfois possible d'étendre la notion de représentations du groupe spinoriel au cadre des variétés, c'est-à-dire des « espaces courbes ». Certaines variétés peuvent être munies d'une structure spinorielle dans lequel le groupe spinoriel joue le rôle de groupe structural de la géométrie, et les représentations de spin et de demi-spin se généralisent sous forme de fibrés. Même en absence d'une véritable structure spinorielle, il est possible de généraliser la notion d'algèbre de Clifford et de représentations de cette algèbre : c'est le concept de fibré de Clifford qui joue ce rôle ; il agit sur les fibrés spinoriels quand ils existent ou plus généralement sur des fibrés en modules de Clifford.